# Manuel Agustín Duarte
Manuel Agustín Duarte (La Plata, 23 agosto 2001) è un calciatore argentino, centrocampista del Barracas Central in prestito dal Defensa y Justicia.

## Carriera
Cresciuto nel settore giovanile del Defensa y Justicia, debutta in prima squadra l'8 maggio 2021, in occasione dell'incontro della Copa de la Liga Profesional perso per 5-0 contro l'Atl. Tucumán.
Nel dicembre 2022 viene ufficializzato il suo passaggio in prestito ai messicani del Querétaro, a partire dal 1º gennaio 2023.

## Statistiche

### Presenze e reti nei club
Statistiche aggiornate al 17 aprile 2025.
| Stagione                  | Squadra                   | Campionato                | Campionato | Campionato | Coppe nazionali | Coppe nazionali | Coppe nazionali | Coppe continentali | Coppe continentali | Coppe continentali | Altre coppe | Altre coppe | Altre coppe | Totale | Totale |
| Stagione                  | Squadra                   | Comp                      | Pres       | Reti       | Comp            | Pres            | Reti            | Comp               | Pres               | Reti               | Comp        | Pres        | Reti        | Pres   | Reti   |
| ------------------------- | ------------------------- | ------------------------- | ---------- | ---------- | --------------- | --------------- | --------------- | ------------------ | ------------------ | ------------------ | ----------- | ----------- | ----------- | ------ | ------ |
| 2021                      | Defensa y Justicia        | PD                        | 0          | 0          | CA+CdL          | 0+1             | 0               | CL                 | 0                  | 0                  | -           | -           | -           | 1      | 0      |
| 2022                      | Defensa y Justicia        | PD                        | 21         | 2          | CA+CdL          | 3+1             | 0               | CS                 | 3                  | 0                  | -           | -           | -           | 28     | 2      |
| gen.-giu. 2023            | Querétaro                 | LMX                       | 10         | 0          | -               | -               | -               | -                  | -                  | -                  | -           | -           | -           | 10     | 0      |
| lug.-dic. 2023            | Defensa y Justicia        | PD                        | 0          | 0          | CA+CdL          | 0+8             | 0+1             | CS                 | 2                  | 0                  | -           | -           | -           | 10     | 1      |
| Totale Defensa y Justicia | Totale Defensa y Justicia | Totale Defensa y Justicia | 21         | 2          |                 | 13              | 1               |                    | 5                  | 0                  |             | -           | -           | 39     | 3      |
| 2024                      | Barracas Central          | PD                        | 13         | 1          | CA+CdL          | 2+9             | 0               | -                  | -                  | -                  | -           | -           | -           | 24     | 1      |
| 2025                      | Barracas Central          | PD                        | 11         | 1          | CA              | 1               | 0               | -                  | -                  | -                  | -           | -           | -           | 12     | 1      |
| Totale Barracas Central   | Totale Barracas Central   | Totale Barracas Central   | 24         | 2          |                 | 12              | 0               |                    | -                  | -                  |             | -           | -           | 36     | 2      |
| Totale carriera           | Totale carriera           | Totale carriera           | 55         | 4          |                 | 25              | 1               |                    | 5                  | 0                  |             | -           | -           | 85     | 5      |